# Gayatri Devi
Gayatri Devi (Londres, 23 de mayo de 1919 - Jaipur, 29 de julio de 2009), nacida princesa de Cooch Behar, fue la tercera maharaní de Yaipur desde 1940 a 1970 después de su matrimonio con el maharajá Sawai Man Singh II. Tras la independencia de la India y la posterior abolición de los principados, entró en la política. Famosa por su belleza clásica, se convirtió en un icono de la moda internacional. En la última etapa de su vida fue conocida internacionalmente como la rash-mata (reina madre) de Jaipur.

## Biografía

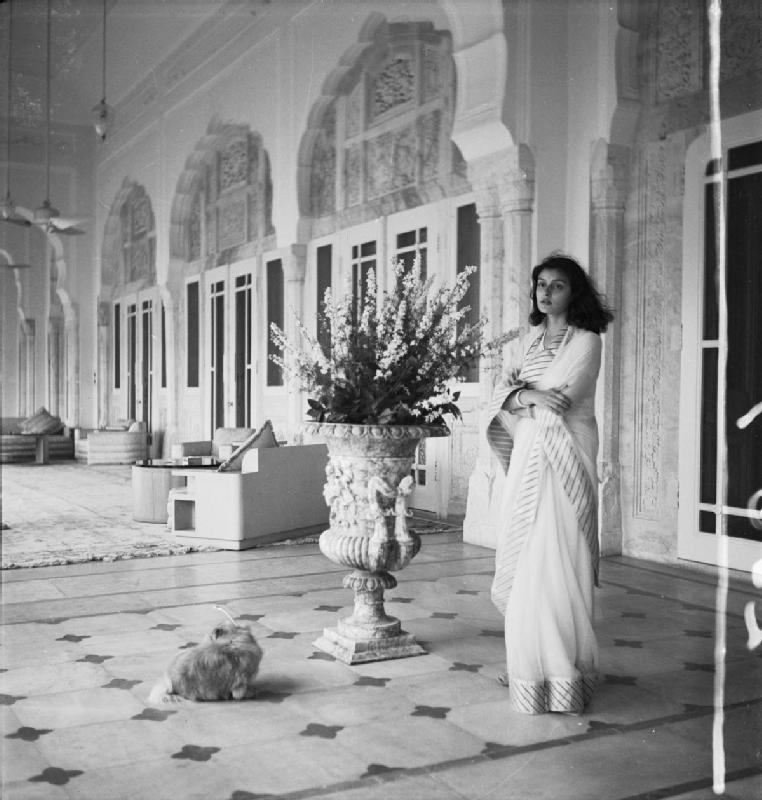
Gayatri Devi, c. 1945.

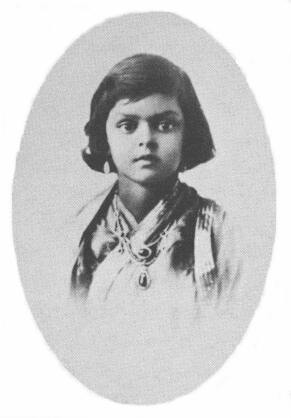
Gayatri Devi, niña, nacida en 1919 princesa de Cooch Behar.

Gayatri Devi era hija de Jitendra Narayan, príncipe de Cooch Behar, convertido en majarash tras el prematuro fallecimiento de su hermano mayor, y de la princesa Indira Raje de Baroda. Estudió en Shantiniketan, el colegio dirigido por Rabindranath Tagore, en el Monkey Club de Londres, y más tarde en el Brillantmont, en Lausana, Suiza, donde viajó con su madre y hermanos. Más tarde estudió en la Escuela de Secretariado de Londres.
Contrajo matrimonio con Sawai Man Singh II, maharajá de Jaipur, el 9 de mayo de 1940. Tuvieron un hijo, el príncipe Jagat Singh, raja de Isarda. Jagat Singh es hermanastro del fallecido maharajá de Jaipur, Bhawani Singh. Convertida en maharaní y en personaje de la vida social internacional, Gayatri Devi fue incluida en la revista Vogue entre las diez mujeres más hermosas del mundo. Era una excelente amazona. La familia real de Jaipur tenía una vida privada pródiga, dedicada a la caza en sus bosques, a recibir visitantes en sus palacios y a otras actividades de recreo. Pasaban los veranos en Europa, y confiaban la educación de los infantes reales a las escuelas de élite del Reino Unido. En general, llevaban el modo de vida extravagante que caracterizaba a la realeza india. 
Con los años manifestó inquietudes sociales, poco comunes en una maharaní. Preocupada por la situación de la mujer en su país, promovió la construcción de escuelas para niñas. La más importante fue la Escuela pública de niñas maharani Gayatri Devi, que obtuvo, con los años, una importante proyección internacional. También promovió otras obras sociales. Uno de sus legados fue el impulso que dio a la elaboración artesanal de cerámica azul de Jaipur. 
En los años 1960, Gayatri Devi entró en política, por el partido independiente Swatantra, que estaba liderado por Chakravarthi Rajagopalachari, segundo Gobernador General de la India independiente. Consiguió una histórica victoria en las elecciones generales de 1962. Obtuvo 192.909 votos de un total de 246.516 emitidos, hecho registrado en el Libro Guinness de los Records como la mayor victoria electoral de un candidato en unas elecciones democráticas. Revalidó su escaño en 1967 y 1971. La incomoda oposición del partido Swatantra al Partido del Congreso en el gobierno, enfureció a Indira Gandhi, quien en 1971, como represalia, suprimió las prerrogativas y privilegios económicos de la realeza, rompiendo los tratados acordados en 1947. El maharajá Sawai Man Singh II de Jaipur había fallecido un año antes, en 1970. Gayatri Devi fue acusada de infringir las leyes fiscales, y cumplió cinco meses de condena en la cárcel Tihar, al igual que otros políticos de la oposición y otros miembros de la realeza india. Este hecho produjo las quejas de varias potencias occidentales, y finalmente fue liberada, bajo fianza. Tras esta experiencia, se retiró de la política y publicó en 1976 su autobiografía, Recuerdos de una princesa, escrita con Santha Rama Rau, y editada por su amiga Jacqueline Kennedy Onassis. Su historia fue el tema central de la película Memorias de una princesa hindú, dirigida por Francois Levie. En 1999 corrieron rumores sobre su vuelta a la política. El partido Trinamool Congress, de Bihar, le ofreció una candidatura, pero ella no respondió a la oferta. 
Como homenaje a la reina, en 2006, los estudiantes del Multimedia Arena de Jaipur realizaron la primera película documental india en 3D, sobre su vida. Llevó por título "El Legado de Rajmata Gayatri Devi". Gayatri Devi asistió al estreno de la película el 16 de noviembre de ese año. A lo largo de sus treinta y un minutos de duración describe su infancia, matrimonio, la vida en Jaipur, la vida política, y otros muchos episodios de su vida.
Los últimos años de su vida residió en Jaipur, con prolongadas estancias en Londres. Se dedicaba principalmente atender sus responsabilidades en las escuelas y fundaciones vinculadas a su familia, y participaba activamente en los debates públicos.